# Pereza

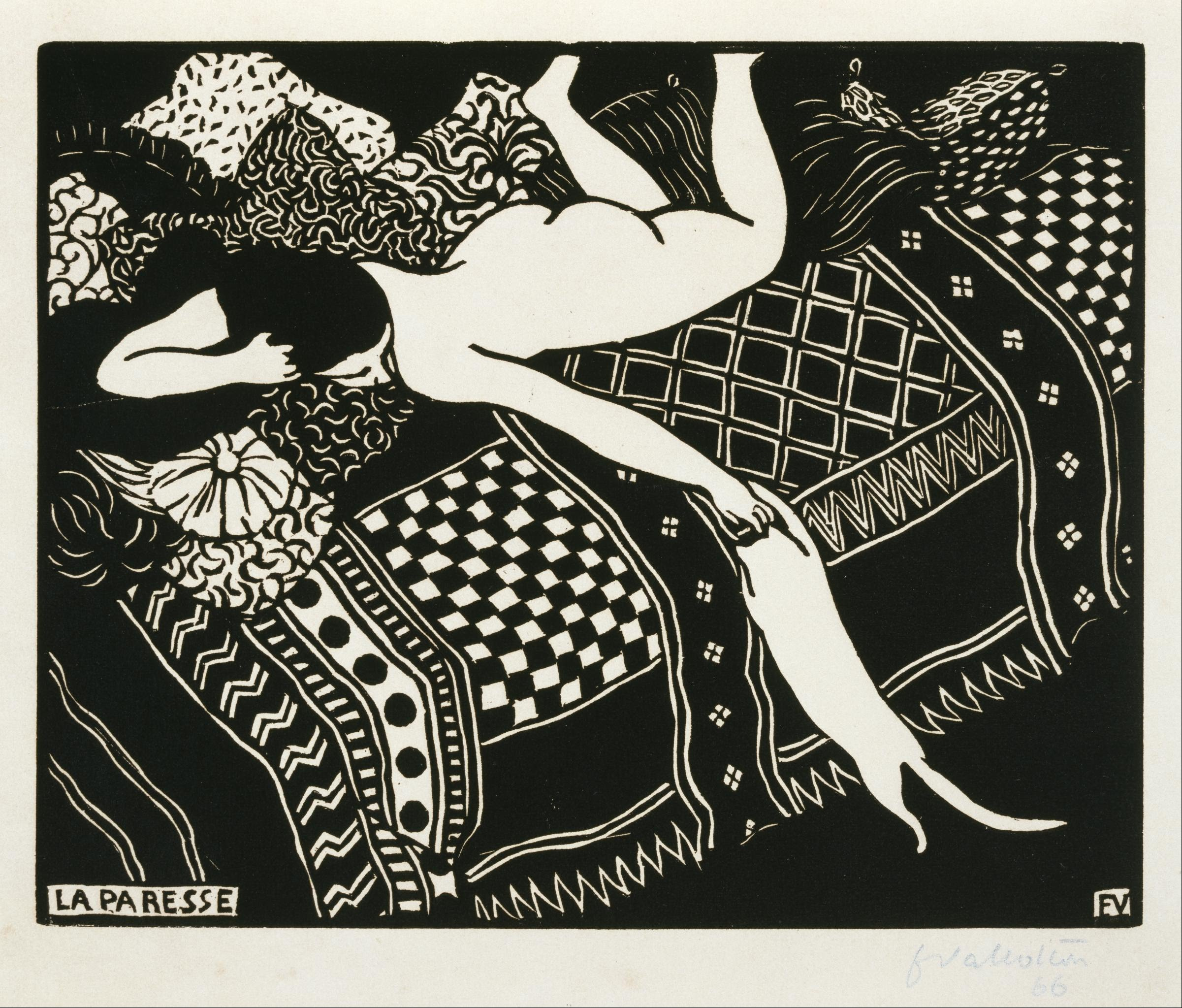
La paresse, una representación de 1896, hecha con xilografía de una mujer descansando, en la colección del Museo de Bellas Artes en Houston.

La pereza (en latín: pigritia, lit. 'pereza') también llamada acedía (en latín: acidia, lit. 'acedia'), vagancia, flojera, haraganería, u holgazanería, es, según el Diccionario de la Lengua Española, la negligencia, aburrimiento o descuido a cosas a la que uno está obligado. Es la falta de voluntad o responsabilidad para actuar, trabajar o hacer tareas que se haya dado, la pereza se muestra en diferentes situaciones, como son la procrastinación o la apatía.
Para el cristianismo, la pereza se considera un pecado capital, pero que es difícil de definir y acreditar como un pecado, debido a que se refiere a una variedad de ideas, en las que se incluyen estados mentales, espirituales, patológicos y físicos.

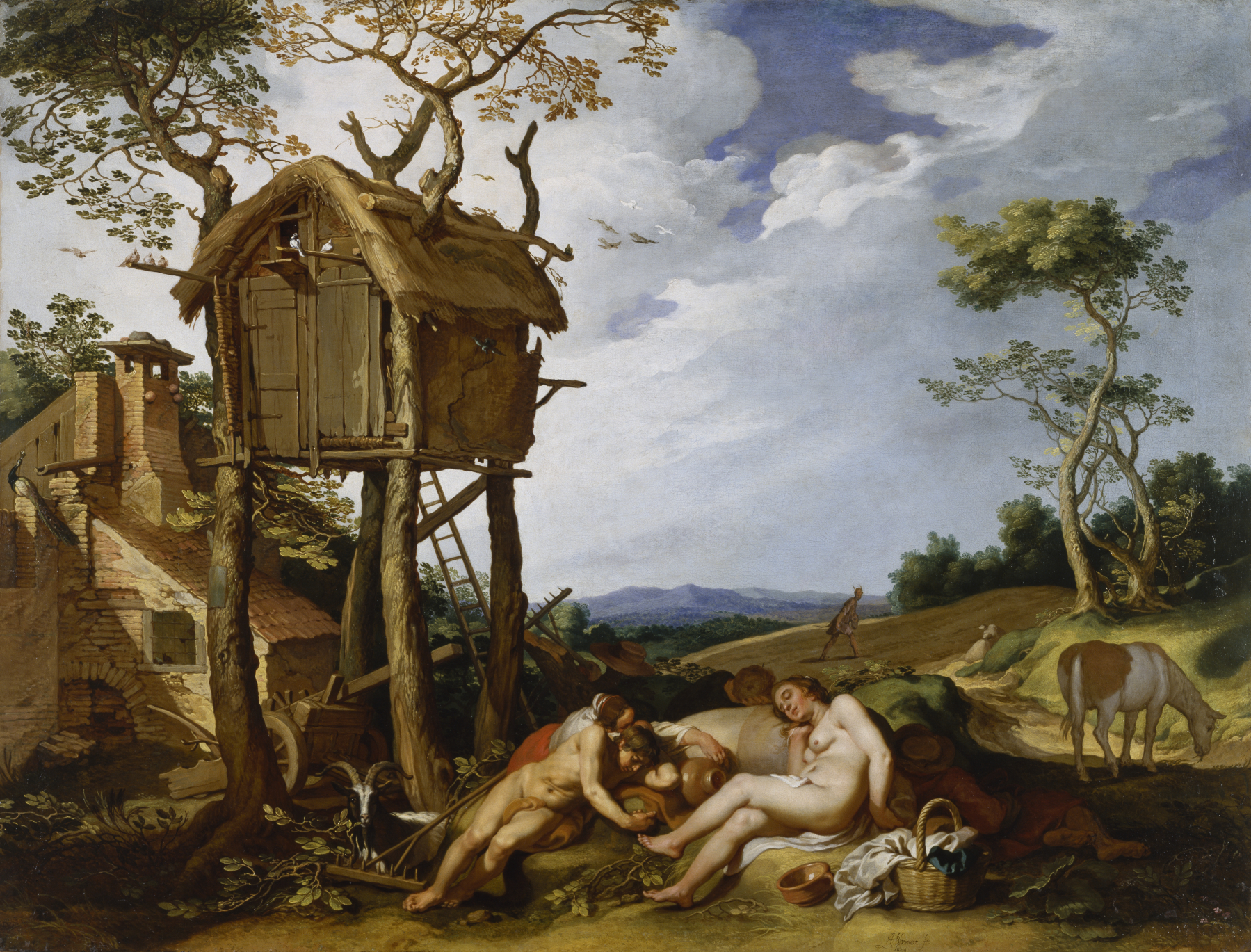
Los campesinos "perezosos" duermen en lugar de trabajar, en representación de la pereza y la indolencia, en la parábola del trigo y la cizaña de 1624, por Abraham Bloemaert.

## Posible origen
La pereza es algo habitual que está constantemente tentando al ser humano. Suele ocurrir que una persona haga planes para el futuro con mucho entusiasmo, pero cuando llega el día no lo cumple por pereza. Algunos ejemplos de esto lo son los planes de ejercicio, dietas, estudios y hasta tareas laborales. Los primeros hombres que habitaron la tierra, no tenían la necesidad de utilizar la frase «lo haré luego»; esto debido a que sus actividades en las cuales gastaban sus energías eran para el beneficio del aquí y el ahora. Era un estilo de vida en el cual se sobrevivía utilizando energía en el instante que se tuviera una necesidad.  Si se tenía hambre se cazaba, si se tenía sed se bebía y esto igual con las necesidades sexuales. Los antepasados se encontraban con que no pasaba mucho tiempo entre el deseo y la acción. No existía completamente aún la planificación del futuro de modo que se vivía en el presente. No quiere decir que no planeaban para el futuro sino que no dejaban que esos planes interfirieran con su deseo inmediato. El psicólogo terapéutico Kalman Glantz dice que «la vagancia se hizo posible cuando se comenzó a planear para el futuro». Es por esta razón que puede concluirse que la pereza tuvo sus inicios cuando el ser humano comenzó a hacer preparaciones para un tiempo fuera del presente. Algunos de ellos no van a ver útil el hacer una actividad que beneficie en un futuro y éstos serán llamados «vagos» por los otros. En la actualidad prácticamente se requiere muy poca energía para obtener alimentos y beneficios, estos, se obtienen casi al instante en los países desarrollados. Surge, entonces, más tiempo de ocio que trae consigo la pereza y a su vez problemas como la obesidad.
La pereza es un término que va de mano con la procrastinación o la forma en que se elige hacer tareas de menor prioridad porque se obtiene un beneficio a corto plazo. La procrastinación es un suceso irracional en el ser humano. Que en realidad no se piensa o se planea y que simplemente ocurre al igual que la pereza. «Después de la de conservarse, la primera y más poderosa pasión del hombre es la de no hacer nada.» –J. J. Rousseau– La pereza viene a ser, entonces, un asunto más psicológico que físico. 
El sistema nervioso es «increíblemente hábil» para cambiar la forma en que nos movemos y gastar así la menor cantidad de energía. Es por lo tanto un asunto psicológico como así también un asunto biológico.
Algunas condiciones neurobiológicas (como por ejemplo el autismo) son proclives a confundirse con pereza debido a las dificultades en la función ejecutiva. De un modo particular cuando se tiene síndrome de evitación patológica de la demanda como comorbilidad.

## Pecado capital

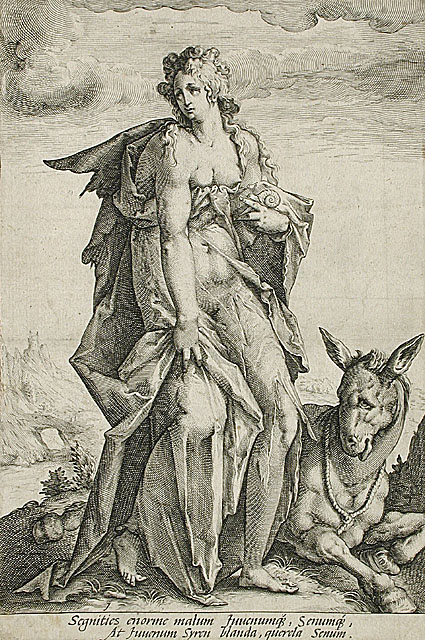
Pereza por Jacob Matham

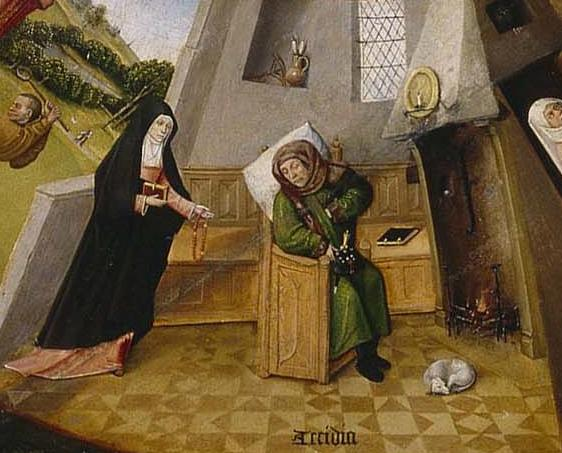
La Pereza en Mesa de los pecados capitales, por El Bosco. Se ilustra un hombre perezoso que duerme frente a la chimenea mientras la Fe se le aparece en un sueño, caracterizada como monja, para incitarlo a rezar sus oraciones.

La pereza es considerado un pecado capital de acuerdo con el Catecismo de la Iglesia Católica. Se considera el más «metafísico» de los pecados capitales, en cuanto está referido a la incapacidad de aceptar y hacerse cargo de la existencia de uno mismo. Es también el que más problemas causa en su denominación. La simple «pereza», más aún el «ocio», no parecen constituir una falta, por ello, se puede tomar el concepto de «acidia» o «acedía». Tomado en sentido propio es una «tristeza de ánimo» que aparta al creyente de las obligaciones espirituales o divinas, a causa de los obstáculos y dificultades que en ellas se encuentran. Bajo el nombre de cosas espirituales y divinas se entiende todo lo que el cristianismo prescribe para la consecución de la eterna salud (la salvación), como la práctica de las virtudes cristianas, la observación de los preceptos divinos, de los deberes, los ejercicios de piedad y de religión. De este modo, en esta de se considera que concebir tristeza por tales cosas, abrigar desgano, aversión y disgusto por ellas, es pecado capital.
Tomada en sentido estricto es pecado mortal en cuanto se opone directamente al concepto de «caridad que se debe a uno mismo» y que se debería a la deidad cristiana. De esta manera, si deliberadamente y con pleno consentimiento de la voluntad, un creyente se entristece o siente desgana de las cosas a las que se está obligado; por ejemplo, al perdón de las injurias, a la privación de los placeres carnales, entre otras; la acidia es pecado grave porque se opone a estas ideas.
En 1589, el obispo alemán Peter Binsfeld asoció a la pereza con el demonio Belfegor.
La «diligencia» es una de las siete virtudes que forman parte del Catecismo de la Iglesia Católica, la cual sirve como una guía que el creyente cristiano usa para saber afrontar la tentación de pereza, puesto que se contrapone a ella, y por ello, serviría como «virtud para salvar el alma».